# Shingo Honda
Shingo Honda (本田 真吾 Honda Shingo?), född 23 november 1987 i Kumamoto prefektur, är en japansk fotbollsspelare.
Honda började sin karriär 2006 i Avispa Fukuoka. Efter Avispa Fukuoka spelade han för Japan Soccer College, Matsumoto Yamaga FC, Zweigen Kanazawa och Honda FC. Han avslutade karriären 2016.